# Броскошешть
Броскошешть, Броскошешті (рум. Broscoșești) — село у повіті Васлуй в Румунії. Входить до складу комуни Лунка-Банулуй.
Село розташоване на відстані 288 км на північний схід від Бухареста, 38 км на схід від Васлуя, 81 км на південний схід від Ясс, 127 км на північ від Галаца.

## Населення
За даними перепису населення 2002 року у селі проживали 516 осіб, усі — румуни. Усі жителі села рідною мовою назвали румунську.